# OG Esports
OG — профессиональная киберспортивная команда, находящаяся в Европе, выступающая в дисциплине Dota 2 и Counter-Strike: Global Offensive. Наиболее известна благодаря победам на The International 2018 и The International 2019. Команда также одержала победу на The Frankfurt Major, The Manila Major, The Boston Major, The Kiev Major.
Является первой командой по дисциплине Dota 2, ставшей дважды чемпионом The International, причём подряд и тем же составом.

## История

### Dota 2
Команда была основана игроками N0tail и Fly, в августе 2015 года вместе с молодыми перспективными игроками Miracle-, Cr1t- и MoonMeander.
Команда заняла 3-4 место на MLG World Finals 2015 и победила в квалификации на The Frankfurt Major 2015 — первый в истории и в сезоне престижный турнир серии Major от компании Valve. 31 октября команда стала называться OG и у неё появился спонсор — Hitbox.
OG хорошо выступили на групповом этапе The International 2016 и заняли первое место в своей группе. Несмотря на это, команда не смогла сохранить свой настрой и упала в нижнюю сетку против MVP Phoenix. После неожиданного исхода встречи, команда была выбита в первом же раунде нижней сетки командой TnC Gaming и заняла 9-12 место, что было названо одним из самых больших провалов в профессиональной Dota 2. Вскоре после их разочаровывающего выступления OG объявили, что MoonMeander больше не является активным игроком, и что Cr1t- и Miracle- собираются покинуть команду. В том же интервью «Reflections» 7ckingmad будет утверждать, что к исключению MoonMeander привел личный конфликт внутри команды, а Miracle- стал рассматривать другие предложения, так как его целью было занять как минимум пятое место на The International 2016.
Несмотря на то, что команда заняла место в нижней половине таблицы на следующем мейджоре в Шанхае в марте 2016 года, она смогла восстановиться и занять первое место на Manila Major в июне, став первой командой, которая повторно выиграла турнир по Dota 2, спонсируемый Valve.

###### The International 2018
К финалу The International 2018 OG прошла трудный путь: опасный и непредсказуемый этап множества встреч в формате «best of 1» в открытых европейских квалификациях. Из-за нестабильности европейской сцены в прошлом сезоне, открытые квалификации были весьма непредсказуемы, но OG удалось легко получить место в закрытых квалификациях в ходе первой открытой квалификации. Команда хорошо заявила о себе в региональных отборах, завершив групповую стадию, не проиграв ни одной игры, пройдя тем самым в плей-офф, а затем и в финал. Там они встретились с другой новой командой «Wind and Rain», которую они победили со счетом 3:1, став единственной командой из европейских квалификаций на TI8.

В группе A, вместе с фаворитами Team Liquid, PSG.LGD и Mineski, задача OG по прохождению в верхнюю сетку выглядела сложной. После неудач в первый день группового этапа все усложнилось: несмотря на то, что они сыграли вничью с PSG.LGD, их позже обыграла Team Liquid. В результате, после двух дней группового этапа, OG оказались в нижней половине группы A. Но фантастический третий день в группе, с общим счетом 5:1 и только одной проигранной Fnatic игрой позволил войти OG в четверку лучших в своей группе и, таким образом, обеспечить место в верхней сетке The International 2018.
Победители группы B VGJ.Storm выбрали OG в качестве своего оппонента в первом раунде верхней сетки, поскольку OG все ещё выглядели как аутсайдер. Однако OG шокировали своих противников, обыграв их в двух матчах подряд. Тем не менее, OG считался аутсайдером в следующем раунде против Evil Geniuses, где они встретятся с бывшими товарищами по команде Fly и Cr1t-. Несмотря на то, что EG показывали фантастические результаты ранее, OG одержали победу со счетом 2:1 в ходе напряженной серии за место в финале верхней сетки против главных фаворитов, PSG.LGD. OG одержали победу и обеспечили себе место в гранд-финале в другой напряженной серии против PSG.LGD.
В гранд-финале состоялся матч-реванш с PSG.LGD. В ходе напряженной борьбы и отставания OG со счетом 2:1 в серии до трех побед, они смогли перевернуть последние две игры и завершили серию победой со счетом 3:2. Этот гранд-финал стал вторым в истории чемпионата, когда для определения чемпиона потребовалось провести 5 игр.

#### The International 2019
В 2019 году, обстановка перед The International 2019 накалялась: призовой фонд в этот раз составил более 34 миллионов долларов, а победитель получал свыше 15,6 млн долларов США.
В полуфинале TI9, как в 2018 году, сразились PSG.LGD с OG. И вновь OG были сильнее своего противника и прошли в финал.
После этого PSG.LGD попали в нижнюю сетку, где сразились с Team Liquid. Team Liquid одержали победу и вышли в финал, где должны были сразиться с OG за звание двукратных чемпионов The International. Финал состоялся 25 августа 2019 года, победу одержала команда OG, став первым двукратным чемпионом The International.

#### С 2020 года
В январе 2020 года команда OG пережила серьёзные изменения: ana ушёл в длительный отпуск, JerAx объявил о завершении карьеры, а Ceb покинул активный состав для развития молодых игроков. В 2021 году OG квалифицировалась на The International, но выбыла в нижней сетке от будущих чемпионов Team Spirit; в том же году команда заключила партнёрство с BMW и полностью обновила состав. В мае 2022 года OG выиграла свой пятый Major — ESL One Stockholm, а в августе 2022 года одержала победу на ESL One Malaysia. В ноябре 2024 года OG выступала на турнире 1win Series Fall Dota 2 с призовым фондом в 100 тысяч долларов. OG также стали участниками программы поддержки клубов Esports World Cup Foundation, финансируемой государственным инвестиционным фондом Саудовской Аравии.

## Составы команды

### Dota 2
В декабре 2022 произошли изменения в составе: к команде присоединился Дмитрий «DM» Дорохин.
|                 | Ник             | Полное имя            | Роль                | Присоединился   |
| Основной состав | Основной состав | Основной состав       | Основной состав     | Основной состав |
| --------------- | --------------- | --------------------- | ------------------- | --------------- |
| Флаг Таиланда   | 23savage        | Нуенгнара Тирамаханон | Керри               | 18 октября 2024 |
| Флаг Германии   | Nine            | Леон Кирилин          | Мидлейнер           | 19 октября 2024 |
| Флаг Франции    | Ceb             | Себастьян Деб         | Хардлейнер          | 5 февраля 2025  |
| Флаг Казахстана | Daze            | Тамир Токпанов        | Частичная поддержка | 7 февраля 2025  |
| Флаг Малайзии   | xNova           | Яп Жан Вей            | Полная поддержка    | 19 октября 2024 |
| Тренеры         |                 |                       |                     |                 |
| —               | —               | —                     | —                   | —               |

### Counter-Strike 2
14 ноября 2023 года Дион «FASHR» Дерксен был переведён в запас. 21 ноября Неманья «nexa» Исакович покинул организацию.
13 февраля 2025 Мадалин-Андрей «MoDo» Миреа был переведён в запас.
|                 | Ник             | Полное имя         | Роль             | Присоединился   |
| Основной состав | Основной состав | Основной состав    | Основной состав  | Основной состав |
| --------------- | --------------- | ------------------ | ---------------- | --------------- |
| Флаг Дании      | Chr1zN          | Кристофер Шторгард | Капитан          | 5 августа 2024  |
| Флаг Дании      | Buzz            | Кристиан Андерсен  | Стрелок          | 8 августа 2024  |
| Флаг Швеции     | spooke          | Олле Грюндстрём    | Стрелок          | 4 января 2025   |
| Польша          | F1KU            | Мацей Миклас       | Стрелок          | 27 мая 2022     |
| Флаг Дании      | nicoodoz        | Нико Тамджиди      | Снайпер          | 5 апреля 2025   |
| Тренеры         |                 |                    |                  |                 |
| Флаг Франции    | Lambert         | Ламберт Пригент    | Тренер           | 18 апреля 2024  |
| Флаг Франции    | killazoo        | Александр Шиманчик | Помощник тренера | 18 апреля 2024  |

### Rocket League
|                           | Ник           | Полное имя      | Роль          | Присоединился  |
| Бывший состав             | Бывший состав | Бывший состав   | Бывший состав | Бывший состав  |
| ------------------------- | ------------- | --------------- | ------------- | -------------- |
| Соединённые Штаты Америки | comm          | Роберт Кайсер   | Игрок         | 18 января 2024 |
| Канада                    | JKnaps        | Джейкоб Кнапман | Игрок         | 18 января 2024 |
| Великобритания            | noly          | Джозеф Кидд     | Игрок         | 18 января 2024 |
| Тренеры                   |               |                 |               |                |
| Соединённые Штаты Америки | torment       | Кайл Сторер     | Тренер        | 18 января 2024 |

18 января 2024 года OG представила состав по Rocket League.
2 октября 2024 года OG распустила состав по Rocket League.

## Результаты турниров

### Dota 2
| Место | Турнир                   | Дата    |
| 2015  | 2015                     | 2015    |
| ----- | ------------------------ | ------- |
| 1     | Frankfurt Major          | Декабрь |
| 2016  |                          |         |
| 7     | Shanghai Major           | Март    |
| 1     | Manila Major             | Июнь    |
| 1     | ESL One Frankfurt 2016   | Июнь    |
| 9—12  | The International 2016   | Август  |
| 1     | Boston Major             | Декабрь |
| 2017  |                          |         |
| 1     | Kiev Major               | Апрель  |
| 7—8   | The International 2017   | Август  |
| 1     | Mars Dota 2 League Macau | Декабрь |
| 2018  |                          |         |
| 1     | The International 2018   | Август  |
| 2019  |                          |         |
| 1     | The International 2019   | Август  |
| 2021  |                          |         |
| 7—8   | The International 10     | Октябрь |
| 2022  |                          |         |
| 1     | ESL One Stockholm Major  | Май     |
| 4     | PGL Arlington Major 2022 | Август  |
| 1     | ESL One Malaysia 2022    | Август  |

### Counter-Strike
| место   | турнир                              | место проведения | дата                     | призовые  |
| 2019    | 2019                                | 2019             | 2019                     | 2019      |
| ------- | ----------------------------------- | ---------------- | ------------------------ | --------- |
| 3       | cs_summit 5                         | Лос-Анджелес     | 12—15 декабря            | 21 500 $  |
| 2020    |                                     |                  |                          |           |
| 2       | IEM — New York Online: Europe       | ONLINE           | 6—11 октября             | 30 000 $  |
| 2       | Flashpoint Season 2                 | ONLINE           | 10 ноября — 6 декабря    | 250 000 $ |
| 2       | IEM Summer 2021                     | ONLINE           | 3 июня — 13 июня 2021    | 42 000 $  |
| 2021    |                                     |                  |                          |           |
| 3       | ESL Pro League Season 14            | ONLINE           | 16 августа — 12 сентября | 55 000 $  |
| 2022    |                                     |                  |                          |           |
| 3       | BLAST Premier Spring Final 2022     | Лиссабон         | 15—19 июня               | 40 000 $  |
| 17 — 19 | IEM Rio Major 2022                  | Рио-де-Жанейро   | 5—13 ноября              | 10 000 $  |
| 3       | BLAST Premier World Final 2022      | Абу-Даби         | 14—18 декабря            | 85 000 $  |
| 2023    |                                     |                  |                          |           |
| 3       | Brazy Party                         | ONLINE           | 26 апреля — 3 мая        | 35 000 $  |
| 20 — 22 | Blast Paris Major 2023              | Париж            | 13—21 мая                | 10 000 $  |
| 2024    |                                     |                  |                          |           |
| 2       | Skyesports Masters 2024             | ONLINE           | 8—14 апреля              | 70 000 $  |
| 4       | Thunderpick World Championship 2024 | Берлин           | 2—3 ноября               | 50 000 $  |